# Генрі Шелтон
Генрі Г'ю Шелтон (англ. Henry Hugh Shelton; нар. 2 січня 1942, Тарборо, округ Еджком, Північна Кароліна) — американський воєначальник, генерал армії США (1990), 14-й голова Об'єднаного комітету начальників штабів США (1997—2001), командувач силами спеціальних операцій Збройних сил США (1996—1997). Учасник війн у В'єтнамі та в Перській затоці.

## Біографія
Генрі Г'ю Шелтон народився 2 січня 1942 року у місті Тарборо, округ Еджком у штаті Північна Кароліна, дитинство провів у містечку Спід у тому ж штаті. Вищу освіту здобув в університеті штату Північна Кароліна зі ступенем бакалавра за фахом «текстильне машинобудування» і одночасно навчався за програмою підготовки офіцерів резерву. Навчаючись в університеті відвідував воєнізовані курси в студентській стрілецькій організації «Гвинтівки Першинг», заснованої генералом Джоном Першингом. У 1973 році отримав ступінь магістра в галузі політології в Обернському університеті в Монтгомері, штат Алабама. Також навчався в школі державного управління ім. Джона Ф. Кеннеді Гарвардського університету за програмою «керівники вищої ланки в національній і міжнародній безпеці». Вищу військову освіту отримав у Командно-штабному коледжі Повітряних сил та Національному воєнному коледжі.
Військова кар'єра
- 19 вересня 1964 — другий лейтенант
- 7 січня 1965 — перший лейтенант
- 19 березня 1967 — капітан
- 7 лютого 1974 — майор
- 6 листопада 1978 — підполковник
- 1 жовтня 1983 — полковник
- 1 серпня 1988 — бригадний генерал
- 1 жовтня 1991 — генерал-майор
- 7 червня 1993 — генерал-лейтенант
- 7 березня 1996 — генерал

Військову службу Г.Шелтон розпочав у липні — вересні 1963 року на курсах базової підготовки піхотних Офіцерів у піхотній школі армії США у Форт Беннінг, Джорджія. Після завершення навчання з листопада 1963 до квітня 1964 командир взводу штабної роти 1-го батальйону 38-го піхотного полку 2-ї піхотної дивізії, Форт Беннінг, Джорджія. Там же у квітні-червні 1964 навчався на курсах рейнджерів піхотної школи. Після завершення цих курсів командир взводу роти «D» 1-го батальйону 5-го кавалерійського полку 1-ї кавалерійської дивізії.
З липня 1965 по вересень 1966 перебував у резерві армії США.
У вересні 1966 повернувся до лав регулярної армії й до липня 1967 служив командиром взводу загону «B52», а з липня по грудень 1967 — командир загону «A-104» роти «C» 5-ї групи спеціальних операцій армії США у В'єтнамі.
З січня по грудень 1969 служив у Центрі навчальної підготовки армії США у Форт-Джексоні (Південна Кароліна), перебував на посадах старшого помічника командира 11-го батальйону (січень — березень) і офіцера з логістики (березень — грудень) 3-ї навчальної бригади.
З січня 1969 по січень 1970 року він перебував на службі у В'єтнамі, цього разу у складі 173-ї повітряно-десантної бригади, спочатку як офіцер розвідки, пізніше командир роти «С», а потім виконуючим обов'язки офіцера з операцій 4-го батальйону 503-го піхотного полку. У березні — листопаді 1970 на курсах підвищення кваліфікації піхотних офіцерів у піхотній школі армії США. А після закінчення навчань продовжив службу інструктором, а пізніше офіцером з оперативних питань факультету підготовки рейнджерів. У серпні 1972 — червні 1973 року навчався в командно-штабному коледжі ПС, авіабаза Максвелл, Алабама.
У подальшому на штабних посадах у 2-й бригаді 25-ї піхотної дивізії, штабі 25-ї піхотної дивізії. З квітня 1979—1981 командир 3-го батальйону 60-го піхотного полку 2-ї бригади 9-ї піхотної дивізії. У червні 1981 — червні 1982 помічник начальника штабу з операцій 9-ї піхотної дивізії, Форт Льюїс, Вашингтон. З червня 1982 по червень 1983 проходив навчання в Національному військовому коледжі у Форті Леслі Макнейр, у Вашингтоні, округ Колумбія. Пізніше командир 1-ї бригади 82-ї повітряно-десантної дивізії, а з листопада 1985 до липня 1987 начальник штабу 10-ї гірської дивізії, Форт Драм, штат Нью-Йорк.
З липня 1987 по червень 1988 служив у Вашингтоні, на посаді заступника директора з операцій Національного військового командного центру. У червні 1988 — липні 1989 заступник директора з операцій (J-3) Об'єднаного комітету начальників штабів.
У липні 1989 — травні 1991 Шелтон займав посаду помічника командира 101-ї повітряноштурмової дивізії з операцій, у Форт Кемпбелл, Кентуккі. З серпня 1990 по березень 1991 зі своєю дивізією знаходився в Саудівській Аравії під час війни в Перській затоці. З травня 1991 по травень 1993 командував 82-ї повітрянодесантною дивізією. Потім з червня 1993 по лютий 1996 року командир XVIII повітряно-десантного корпусу у Форт Брегг, Північна Кароліна. З вересня до жовтня 1994 одночасно командував об'єднаної тактичною групою в Гаїті (англ. Joint Task Force Haiti) в ході операції «Підтримка демократії».
14 грудня 1995 Шелтон був підвищений до звання генерала і призначений на посаду командувача сил спеціальних операцій збройних сил США. 1 лютого кандидатура Шелтона була схвалена Сенатом США й 29 лютого 1996 він вступив на посаду, на якій перебував до 25 вересня 1997 року. 17 липня 1997 був номінований Президентом США Біллом Клінтоном на посаду 14-го Голови Об'єднаного комітету начальників штабів США; 16 вересня кандидатура Шелтона була затверджена Сенатом США.
1 жовтня 1997 очолив Об'єднаний комітет начальників штабів США. Він став першим головою з числа військовослужбовців, що проходили службу в силах спеціальних операцій і другим (після Коліна Павелла) — з випускників курсів підготовки офіцерів резерву. Під час свого перебування на посаді, брав участь у плануванні війни в Косово.
Під час подій 11 вересня 2001 року Шелтон перебував на борту літака, що летів до Європи на конференцію НАТО, але повернув назад і вернувся до Вашингтона.
30 вересня 2001 року генерал Генрі Шелтон звільнився з посади Голови Об'єднаного комітету начальників штабів.
Після звільнення у відставку зі збройних сил, генерал Шелтон очолив раду директорів компанії Red Hat, потім займав пост президента з міжнародних продажів компанії MIC Industries, а також керівні посади в низці інших, акціонерних товариств таких як Anheuser-Busch (2001—2008), Anteon International (2002—2006), CACI International (2007—2008) і Protective Products of America (2006—2010).

## Нагороди та відзнаки
| width=160px                                                                 |                                                                                 |                                                   |                                                   |
|                                                                             |                                                                                 |                                                   |                                                   |
|                                                                             |                                                                                 |                                                   |                                                   |
| Bronze oak leaf cluster · Bronze oak leaf cluster · Bronze oak leaf cluster | Bronze oak leaf cluster · Bronze oak leaf cluster · Bronze oak leaf cluster     | Bronze oak leaf cluster · Bronze oak leaf cluster | Bronze oak leaf cluster · Bronze oak leaf cluster |
| Bronze oak leaf cluster                                                     | V · Bronze oak leaf cluster · Bronze oak leaf cluster · Bronze oak leaf cluster |                                                   | Bronze oak leaf cluster · Bronze oak leaf cluster |
|                                                                             | Bronze oak leaf cluster · Bronze oak leaf cluster · Bronze oak leaf cluster     | Bronze star · Bronze star                         |                                                   |
| Bronze star · Bronze star · Bronze star · Bronze star                       | Bronze star · Bronze star                                                       |                                                   |                                                   |
|                                                                             |                                                                                 |                                                   |                                                   |
|                                                                             |                                                                                 |                                                   |                                                   |
|                                                                             |                                                                                 |                                                   |                                                   |
|                                                                             |                                                                                 |                                                   |                                                   |
|                                                                             |                                                                                 |                                                   |                                                   |
|                                                                             |                                                                                 |                                                   |                                                   |

| Знаки             | Значок бойового піхотинця                                          | Значок бойового піхотинця                                          | Значок бойового піхотинця                                                | Значок бойового піхотинця                                                |
| Знаки             | Значок майстра-парашутиста                                         | Значок майстра-парашутиста                                         | Значок майстра-парашутиста                                               | Значок майстра-парашутиста                                               |
| Знаки             | Нашивка рейнджера                                                  | Нашивка рейнджера                                                  | Нашивка сил спеціальних операцій                                         | Нашивка сил спеціальних операцій                                         |
| 1-й ряд нагород   | Медаль за видатну службу в Збройних силах з двома дубовими листями | Медаль за видатну службу в Збройних силах з двома дубовими листями | Медаль «За видатні заслуги» армії США з 3-ма бронзовими дубовими листями | Медаль «За видатні заслуги» армії США з 3-ма бронзовими дубовими листями |
| 2-й ряд нагород   | Легіон Заслуг з дубовим листям                                     | Бронзова Зірка з літерою «V» та 3-ма дубовими листями              | Пурпурне Серце                                                           | Медаль за похвальну службу з двома дубовими листями                      |
| 3-й ряд нагород   | Медаль ВПС з нагородною цифрою «2»                                 | Похвальна медаль армії з 3-ма дубовими листями                     | Медаль за службу національній обороні з 2-ма зірками за службу           | Експедиційна медаль                                                      |
| 4-й ряд нагород   | Медаль за службу у В'єтнамі з 4-ма бронзовими зірками за службу    | Медаль за участь у війні в Затоці з двома зірками за службу        | Відзнака за службу в армії                                               | Відзнака армії за службу за кордоном                                     |
| 5-й ряд нагород   | Хрест «За хоробрість» з бронзовою зіркою                           | Медаль «За В'єтнамську кампанію»                                   | Медаль за визволення Кувейту (Саудівська Аравія)                         | Медаль визволення (Кувейт)                                               |
| Знаки             | Знак слідопита                                                     | Знак слідопита                                                     | Знак парашутиста вільного падіння з великих висот                        | Знак парашутиста вільного падіння з великих висот                        |
| Знаки             | Ідентифікаційний знак Об'єднаного комітету начальників штабів      | Ідентифікаційний знак Об'єднаного комітету начальників штабів      | Десантно-штурмовий знак                                                  | Десантно-штурмовий знак                                                  |
| Знаки             | Значок парашутиста ВМС і Корпусу морської піхоти                   | Значок парашутиста ВМС і Корпусу морської піхоти                   | Бронзовий знак парашутиста Німеччини                                     | Бронзовий знак парашутиста Німеччини                                     |
| Нагороди частинам | Президентська відзнака частині армії США                           | Президентська відзнака частині флоту                               | Нагорода за видатну єдність частини                                      |                                                                          |
| Нагороди частинам | Відзнака за видатні заслуги                                        | Хрест «За хоробрість підрозділу» з пальмовою гилкою                | Медаль «За цивільні заслуги» частині з пальмовою гилкою                  |                                                                          |